# Roni Margulies

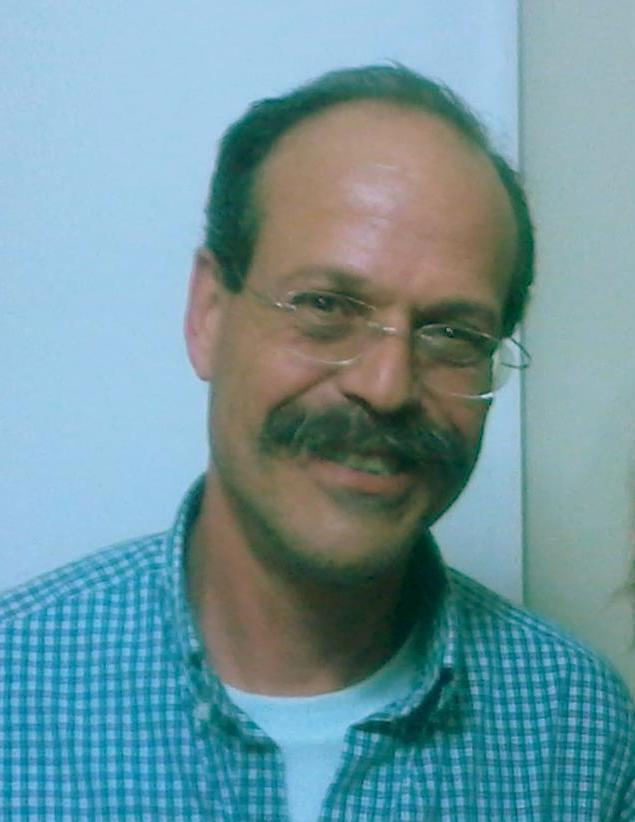
Margulies

Roni Margulies (* 5. Mai 1955 in Istanbul; † 19. Juli 2023) war ein türkischer Journalist jüdischer Herkunft, Schriftsteller, Dichter und Dolmetscher.

## Leben
Nach seinem Abitur studierte er in England an verschiedenen Universitäten und promovierte im Fach Wirtschaft. Trotz seines jüdischen Hintergrundes positioniert er sich kritisch gegenüber zionistischer Politik. Er war Mitglied der DSIP (Revolutionäre Sozialistische Arbeiterpartei).
Er publizierte den ersten Gedichtband im Jahr 1991. Margulies verfasste insgesamt sechs Gedichtbände, vier poetische Bücher, Übersetzungen, Kindheitserinnerungen und eine große Anzahl von Zeitungsartikeln bei vielen Magazinen und Zeitungen. In der Türkei war er bei der Zeitung Taraf als Kolumnist tätig.

## Werke (Auswahl)
- Gülümser Çocukluğum Ardımdan, ISBN 975-418-608-1
- TK1980, ISBN 975-08-1163-1
- Kalpsiz Dünyanın Kalbi, ISBN 978-975-8859-91-7
- Her Rind Bilir, ISBN 975-14-0247-6
- Apollo Yılları, ISBN 978-975-08-1719-9
- Larda Yüzen Al Sancak, ISBN 975-8859-64-1